# معاهدة جاليبولي
معاهدة جاليبولي، المبرمة في يناير أو أوائل فبراير 1403، كانت معاهدة سلام بين سليمان جلبي حاكم الأراضي العثمانية في البلقان، والقوى المسيحية الإقليمية الرئيسية: الإمبراطورية البيزنطية وجمهورية البندقية وجمهورية جنوة وفرسان الإسبتارية ودوقية ناكسوس في أعقاب معركة أنقرة. بينما حاول سليمان تعزيز موقعه في صراع الخلافة مع إخوانه، قدمت المعاهدة تنازلات كبيرة للدول المسيحية، وخاصة البيزنطيين، الذين استعادوا الأراضي المفقودة وحققوا تفوق اسمي على الحاكم العثماني. تم احترام المعاهدة من قبل سليمان وكذلك محمد الأول، المنتصر في صراع الخلافة العثمانية، لكن ذلك انتهى بعد وفاة محمد في عام 1421.

## خلفية
أدت هزيمة السلطان العثماني بايزيد الأول في معركة أنقرة في في 26 يوليو 1402م ووقوعه في أسر أمير الحرب التركي المغولي تيمورلنك إلى قلب ميزان القوى في المنطقة، حيث تم تقسيم الملكيات العثمانية في الأناضول على يد تيمورلنك، الذي استعاد العديد من الإمارات التركية المستقلة التي ضمها بايزيد سابقًا. لم يتدخل تيمور في البلقان، حيث كان الفتح العثماني متقدمًا أيضًا: قبل أن تنفصل أنقرة والقسطنطينية، آخر بقايا الإمبراطورية البيزنطية تقريبًا، وضلرت على وشك السقوط إلى بايزيد. كما هو الحال في الأناضول، أدى الانهيار المفاجئ للسلطة العثمانية إلى فراغ في السلطة، حيث حاولت مختلف القوى المسيحية في المنطقة - البيزنطيين والمجريون وجمهورية البندقية وعدد من الحكام الصغار - تأمين مصالحهم على أفضل وجه ممك، وقت أن كانت ضعيفة للغاية لتحديهم القوة العثمانية.
نجا سليمان شليبي الابن الأكبر لبايزيد من الكارثة في أنقرة ووصل إلى جاليبولي في 20 أغسطس. بينما ترك إخوته الآخرون في الأناضول للتعامل مع تيمور ومحاولة إنقاذ الممتلكات قدر إماكنهم، أعلن سليمان السيطرة على الأراضي العثمانية في البلقان (" روملي ")، إلا أن موقفه كان غير آمن، وكانت أولويته هي الاتصال بالسلطات المسيحية في المنطقة وترتيب هدنة معهم، خاصة في ضوء ضرورة العودة إلى الأناضول يومًا ما والتعامل مع إخوانه وغيرهم من منافسيه (انظر. عهد الفترة العثماني). ناقش مجلس شيوخ البندقية الأمر في 22 سبتمبر، حيث كان يأمل في السيطرة على جاليبولي. اتصل البنادقة أيضًا بالإمبراطور البيزنطي مانويل الثاني باليولوجوس، الذي كان في ذلك الوقت في باريس في رحلة كبيرة طلبًا للمساعدة في الغرب، وحثوه على العودة إلى بلاده، حيث كان من المعروف أن ابن أخي مانويل ووصيه جون السابع باليولوجوس يتعاطف مع البندقية وجمهورية جنوة المنافس البحري والتجاري لهم.
بدأت المفاوضات قريبًا وأرسل سليمان مبعوثين إلى كل من البندقية ومانويل، مقدمًا تنازلات كبيرة. إلا أن مانويل لم يعد إلى القسطنطينية حتى 9 يونيو 1403، وتم التوصل إلى اتفاق خلال غيابه بعد مفاوضات استمرت ثلاثة أشهر ونصف. أرسل البنادقة، الذين أرادوا من بين أمور أخرى استخدام النفوذ العثماني لتسوية تنافسهم مع الفلورنسي أنطونيو الأول أكسيولي الذي استولى على أثينا، إلى جانب دبلوماسيهم الأكثر خبرة بيترو زينو سيد أندروس كمفاوض مع ماركو غريماني، بينما عينت جنوة جان دي شاتوموراند كمبعوث لها إلى الشرقيين. 

## بنود المعاهدة

خريطة لجنوب البلقان وغرب الأناضول في عام 1410 خلال المراحل الأخيرة من الفترة العثمانية. تتوافق أراضي الإمبراطورية العثمانية في البلقان إلى حد كبير مع أحكام معاهدة جاليبولي.

انطلاقا من حقيقة أنه في 20 فبراير الكتبة من بيرا يجري دفع لعملهم في صياغة المعاهدة، تم التوصل إلى اتفاق في يناير أو مطلع فبراير 1403.  نسخة واحدة منه على قيد الحياة، فقيرة البندقية ترجمة التركية أصلي.  غادر بيترو زينو أيضًا سردًا للمفاوضات مع العثمانيين، حيث ذكر أن المعاهدة وقعت في جاليبولي.  كانت أحكام المعاهدة على النحو التالي:
1. اختتم السلطان سليمان «السلام الحقيقي» مع «إمبراطور اليونان العظيم [يوحنا السابع باليولوج]، والدي»، وكذلك مع «بلديات رودس العظيمة [فرسان الإسبتارية]، والبندقية، وجنوة مع جزيرة خيوس ودوق ناكسوس ومع جميع الأراضي والجزر التي لهم وممتلكاتهم في بحر إيجة والبحر الأسود».[2]
2. تنازل السلطان سليمان لصالح الإمبراطور البيزنطي عن «تسالونيكي وكالاماريا بكل أراضيهم»، والساحل من «غاليكوس حتى نهر بارافاردارو»، وكذلك جميع الأراضي من بانيدوس (على بحر مرمرة) حتى ميسيمبريا (على البحر الأسود) ومنطقة بلاتيوريا بجميع قلاعها. لم يعد مطلوبًا من البيزنطيين أن يدفعوا الجزية، وصاروا أحرارًا في تشييد القلاع كما يريدون.[2] يقدم المؤرخ البيزنطي المعاصر لتلك الأحداث دوكاس رواية مختلفة بعض الشيء، حيث سجل أن سليمان سلّم «مناطق ستريمون حتى زيتونيون، وبيلوبونيز والأراضي المحيطة بها [القسطنطينية] من بانيدوس إلى هيرون ستومون [أي البوسفور]، وجميع القلاع الساحلية الواقعة على طول البحر الأسود من هيرون ستومون إلى فارنا».[5] تم تفسير هذه المقاطع على أنها تعني أن سليمان قد تنازل عن السيطرة على جميع المناطق الساحلية من نهر ستريمون وصولاً إلى زيتونيون (لمياء الحديثة)، أي الجزء الأكبر من مقدونيا الساحلية (بما في ذلك خالكيديس) وساحل ثيساليا وصولاً إلى خليج ماليان، ومن المستحيل أن نقول على وجه اليقين إلى أي مدى تمتد السيطرة الداخلية.[6]
3. تنازل سليمان عن «جميع القلاع التي كان الإمبراطور يمتلكها في تركيا». أكد المؤرخ البيزنطي لاونيكوس تشالكوكوندايلس عودة بعض القلاع على سواحل الأناضول، لكن لا توجد تفاصيل معروفة.[2][6] ووفقا لرستم شوكوروف، كانت هذه القلاع من جبزى ونيكيت ودريكا، وبنديك، وكارتال على الساحل الشمالي الشرقي لبحر مرمرة.[7]
4. إذا هاجم تيمورلنك القسطنطينية، فقد تعهد سليمان بالمساعدة في الدفاع عنها بقواديسه وبحاريه [2]
5. إعادة سليمان جزر سبوراد الشمالية: سكوبيلوس، سكياثوس وسكيروس، ورفع الجزية عنهم بالمثل.[2]
6. السماح لجميع مواطني القسطنطينية (أي الإمبراطور البيزنطي) بالعودة إلى منازلهم دون فرض أي قيود.[2]
7. إسقاط جميع حالات التقاضي من وقت والد سليمان وجده، باستثناء حالات الديون بين الأفراد.[2]
8. كان يُسمح للحاكم الصربي ستيفان لازاريفيتش بالاحتفاظ بأراضيه، شريطة أن يقبل بنفس الالتزامات المستحقة على بايزيد، أي أن يقدم الجزية والمساعدة العسكرية.[2]
9. حريو جميع تجار الفرنجة والبندقية وجنوة ورودس واليونان في التجارة في أي إقليم يمتلكه سليمان في ذلك الوقت أو في المستقبل، وسيكونون ملزمين بدفع الرسوم «ما كان معتادًا من قبل».[2]
10. إذا ارتكب التاجر جريمة، فلا يجب معاقبة أي تاجر آخر غير مرتكب الجريمة.[2]
11. عند غرق سفينة في أراضي سليمان، فسيتم إرجاع البضائع والركاب.[2]
12. جميع الموانئ الخاضعة لسيطرة سليمان ستكون مفتوحة للتجار المسيحيين، الذين سيسمح لهم بتصدير الحبوب دون قيود، مع فرض الضريبة على كل بوشل (موزو) من الحبوب، من الوزن المستخدم في القسطنطينية، بمقدار هيبربيرون واحد. [2]
13. لن يُسمح لسفن سليمان بمغادرة الدردنيل دون إذن من الإمبراطور البيزنطي والرابطة المسيحية.[2]
14. إطلاق سراح جميع السجناء البيزنطيين المحتجزين لدى سليمان أو أي من أمراء مرؤوسيه.[2]
15. إطلاق سراح جميع سجناء جنوة المحتجزين لدى سليمان أو أي من أمراء مرؤوسيه.[2]
16. إذا هرب أحد العبيد من جنوة إلى الأراضي العثمانية فسيتم إعادته، وسيتم إطلاق سراح أي مسلم تحتجزه جنوة بعد هجوم تيمور.[2]
17. إطلاق سراح 25 سجينًا من خيوس (مستعمرة جنوة) يحتجزهم العثمانيون.[2]
18. إعفاء مستعمرات الجنوة في البحر الأسود من الجزية للعثمانيين.[2]
19. إيقاف جزية 500 من الدوقات التي دفعها شيوس حتى ذلك الحين إلى الحاكم العثماني في ألتو لوغو (أياسولوك). [2]
20. جميع الأراضي والحصون والمساكن، وأي شيء آخر مأخوذ من البندقية تتم إعادته إليهم، وتعود أثينا إلى حكمهم.[2] لم يتم تطبيق هذا الحكم الأخير في الواقع، واحتفظ أنطونيو الأول أكسيولي بالسيطرة على أثينا.[3][4]
21. استلام البنادقة شريطًا من الأرض بعرض خمسة أميال على البر الرئيسي اليوناني مقابل كامل طول جزيرة يوبيا (حيازة البندقية)، لكن العثمانيين كانوا يحتفظون بالمسطحات المالحة والموانئ في المنطقة. وتعهد البندقية أيضًا بمعاقبة أي شخص يأخذ الحبوب من الأراضي العثمانية دون دفع الرسوم الجمركية.[2]
22. وافق سليمان على عدم زيادة الجزية المفروضة على ماركيزية بودونيتسا مما كانت عليه في عهد بايزيد، على الرغم من أن الماركيز قد تآمر ضد العثمانيين في ثيساليا.[2][4]
23. سيتم إرجاع العبيد من كلا الجانبين الذين يسعون إلى الهروب في أراضي الطرف الآخر.[2]
24. سوف تتوقف تحية 200 من الدوقات التي دفعتها ناكسوس حتى ذلك الحين.[2]
25. كان سليمان سيعيد 500 سجين من البندقية، شريطة أن يفرج الفينيسيون عن جميع السجناء العثمانيين المحتجزين.[2]
26. سوف تتوقف تحية 500 دوكات دفعت حتى ذلك الحين من قبل فوكايا الجديدة (مستعمرة جنوة). [2]
27. تم التصديق على نقل مقاطعة سالونا إلى فرسان الإسبتارية من قبل مستبد موريا، ثيودور الأول باليولوج. [2] [3]

## الأهمية والعواقب
تمت المصادقة على المعاهدة (أو معاهدة أخرى ذات أحكام مماثلة) من جديد بمجرد عودة الإمبراطور مانويل الثاني من الغرب في وقت لاحق من هذا العام. كانت المعاهدة لا تحظى بشعبية كبيرة مع العثمانيين بسبب تنازلاتها، ولكن الحاجة إلى الحفاظ على خلفيته آمنة أثناء مشاركته في الحرب الأهلية العثمانية مع إخوانه أجبر سليمان على الالتزام بها حتى الإطاحة به في عام 1411. ومع ذلك، فإن معارضة أمراء الحرب العثمانيين الأقوياء (الأوج بايات)، مثل إيفرينوس بيك، ربما أدت إلى إغفال رئيسي واحد على الأقل من المعاهدة: ظلت جاليبولي نفسها في أيدي العثمانيين، وبالتالي تجنب الموقف السيئ للغاية الذي نتج عن خسارته المؤقتة لحملة سافويارد الصليبية عام 1366، عندما تم تقسيم الأراضي العثمانية في الأناضول وأوروبا بشكل فعال. 
تسلط المؤرخة نيفرا نيسيبوغلو الضوء على إشارة سليمان إلى الإمبراطور البيزنطي على أنه «الأب» طوال المعاهدة، مما يشير إلى الانعكاس الملحوظ للمواقف التي أحدثتها معركة أنقرة: من التوابع العثمانيين الذين يتأرجحون على وشك الانقراض، بعد أنقرة أكتسب البيزنطيون ميزة نوعية على العثمانيين، وتمكنت من الاحتفاظ بها لعدة سنوات من خلال الاستخدام البارع للدبلوماسية وتبديل الدعم بين الأمراء العثمانيين المتنافسين. في عام 1411، تمت الإطاحة بسليمان وقتل على يد شقيقه موسى، الذي شرع في الاستيلاء على معظم الأراضي التي تم التنازل عنها للبيزنطيين في مقدونيا وثيساليا وتراقيا. ومع ذلك، بعد هزيمة موسى على يد محمد الأول عام 1413، ووضع حد للحرب الأهلية العثمانية، أكد السلطان الجديد من جديد أحكام معاهدة جاليبولي، وموقعه كـ «الابن المطيع» للإمبراطور مانويل، وأيدها حتى عهده الموت عام 1421.
بعد صعود مراد الثاني إلى العرش، وصعود ابن مانويل الصقر يوحنا الثامن باليولوج، انتهت العلاقات الودية البيزنطية العثمانية: شن مراد حصارًا قصيرًا على القسطنطينية في عام 1422، وبدأ حصارًا طويلًا على تسالونيكي، التي قام البيزنطيون بتسليمها إلى البندقية عام 1423. في معاهدة سلام أبرمت في فبراير 1424، خسر البيزنطيون مرة أخرى معظم الأراضي التي اكتسبوها في جاليبولي، وتم تقليصهم مرة أخرى إلى وضع التابعين.
على جانب البندقية، بعد انشغال سليمان بالشؤون في الأناضول من عام 1406 فصاعدًا، ساءت العلاقات حيث ترك أمراء الحرب المحليون أحرارًا في التصرف، بينما تورطت البندقية أيضًا في حرب التوسع ضد الحاكم المسيحي المحلي بالشا الثالث التابع للعثمانيين في غرب البلقان. أرسلت البندقية سفارات متكررة إلى سليمان في 1406-1409 ولكن دون جدوى. خلال هذه الفترة، تفاوض البنادقة مباشرة مع باشا إيغيت باي حاكم سكوبي، وكذلك مع سليمان. ومع ذلك، تمكن سفير البندقية فرانشيسكو جوستينيان من إبرام معاهدة مع سليمان في عام 1409، وبعد سقوط الأخير، تم إبرام معاهدة سيليمبريا مع موسى في سبتمبر 1411.